# Пикънс (окръг, Алабама)

Окръг Пикънс (на английски: Pickens County) е окръг в щата Алабама, Съединени американски щати. Площта му е 2305 km², а населението – 19 123 души (1 април 2020). Административен център е град Керълтън.